# ホイットリー・ストークス
ホイットリー・ストークス（Whitely Stokes, CSI, CIE, 1830年2月28日 - 1909年4月13日）は、アイルランド - 英国のケルト学者。

## 経歴
ダブリン大学医学科欽定講座教授だったウィリアム・ストークスの子としてダブリンに生まれる。セント・コルンバズ・カレッジで最初のアイルランド語教育を受ける。父を通じて、ユージン・オカリー、ジョン・オドノヴァン、ジョージ・ペトリといった古文書、古物研究家らと知り合う。1946年トリニティ・カレッジに進学、1851年に文学の学位を得て卒業。当時のケルト研究者としては珍しくサンスクリットも学ぶ。
その後英国に渡りロンドンで、ついでマドラス、カルカッタで法律家として働く。1865年最初の妻メアリ・ベイズリーと結婚、二男二女をもうけたが、メアリは英領インド滞在中に死去。1877年、インド総督の法律委員の一員となり、法制度整備に従事。1879年には委員長に就任。法律家のかたわら古アイルランド語で書かれた写本群の研究にも携わり、インド滞在中に9冊の研究書を出版する。
1881年ロンドンに戻り、そこを終の棲家とした。1884年、エリザベス・テンプルと再婚。1887年にインドの星勲爵士(CSI)、1889年にはインド帝国勲爵士(CIE)に叙せられる。また英国学士院(BA)初代正会員、オックスフォード大学ジーザス・カレッジ名誉フェロー、フランス学士院外国人準会員でもあった。
ケルト学関連では、ストークスは古アイルランド語、ブルトン語、コーンウォール語で書かれたケルト修道院文学の研究、校訂版編纂や翻訳など幅広い分野に従事。主要な校訂版として『マイル・ドゥーンの航海』、『コラの息子たちの航海』など古アイルランド語で書かれた航海物語、『リズモア書のアイルランド聖人伝』などが知られている。また古アイルランド語文献学関連では『古アイルランド語集成』2巻、『ケルト語辞典編纂用記録』3巻なども刊行した。ケルト学に対するストークスの功績を称え、死後100年にあたる2009年9月18-19日、ケンブリッジ大学で記念会議が開催された。

## 主要な編著訳書
- Three Irish Glossaries (1862)
- Three Middle-Irish Homilies (1877)
- Old Irish Glosses at Merzburg and Carlsruhe (1887)
- Lives of Saints from the Book of Lismore (現代英語訳、1890)
- Irische Texte (エルンスト・ヴィンディッシュと共著、ライプツィヒにて出版、1880–1900)
- Thesaurus Palaeohibernicus (言語学者ジョン・ストローンと共著、1901–03)